# Nhà thờ họ Đào (Ninh Bình)
Nhà thờ họ Đào nằm ở thôn Đông Trang, xã Ninh An, thành phố Hoa Lư, tỉnh Ninh Bình, Việt Nam. Đây là một di tích cấp quốc gia Việt Nam tại tỉnh Ninh Bình. Nhà thờ họ Đào Đông Trang cùng với nhà thờ họ Trương Việt Nam là những kiến trúc nhà thờ họ được biết đến rộng rãi ở Ninh Bình